# ونسان بارتو
ونسان بارتو (فرانسوی: Vincent Barteau‎؛ زادهٔ ۱۸ مارس ۱۹۶۲) دوچرخه‌سوار اهل فرانسه است.